# 二十世紀女性
《二十世紀的她們》（英語：20th Century Women）是一部于2016年上映的美国喜剧剧情片，由麥克·米爾斯担任导演和编剧。电影设定在1970年代的南加利福尼亞州并部分参考自米斯的童年记忆。主要演员包括安妮特·班寧、艾兒·芬妮、葛莉塔·潔薇、盧卡斯·傑德·祖曼和比利·克鲁德普。
2016年10月8日，这部电影作为「中心电影」首次播映于纽约影展，并由A24于2016年12月28日发行。这部电影入围两项金球奖：最佳音樂及喜劇電影和班寧入围最佳女主角，并在第89届奥斯卡金像奖获得最佳原創劇本獎提名。

## 剧情
这个故事设置在1979年的加州聖塔芭芭拉。一位单亲妈妈多蘿西亞（安妮特·班寧饰演）与他的儿子杰米（盧卡斯·傑德·祖曼饰演）共同住在寄宿所里。而他们的邻居是一位满怀斗志却罹患子宫颈癌的摄影师阿比（葛莉塔·潔薇饰演），还有开始一段性关系的木工威廉（比利·克鲁德普饰演）。杰米的好朋友和暗恋对象朱莉（艾兒·芬妮饰演），经常在多萝西亚不知情的情况下两个共度夜晚。
多萝西亚决定她不再与儿子接触，并问朱莉和阿比可否帮助抚养他。当杰米偷听到母亲的计划时，他与朋友跑去洛杉矶参加了一场摇滚演唱会。杰米从演唱会回来后，朱莉告诉他她与同学发生了没有保护措施的性行为并担心其是否怀孕。杰米给朱莉购买了妊娠试验，则显示阴性反映。杰米还跟随阿比去看之前预约的医生来作为精神支持，而阿比知道自己并没患癌，但是可能无法有生育能力。为了感谢杰米，阿比告诉他在癌症诊断后，她被迫离开她在纽约的朋友而回来圣塔芭芭拉，并带着她母亲的受孕药己烯雌酚。
有一天，多萝西亚与朱莉讨论着多萝西亚只追求于一些「有安全感」男人的实际情况，而像威廉那种男人却是与其标准大行径庭。多萝西亚之后问阿比能否为其展示现实世界。在朋克俱乐部，威廉亲了多萝西亚，但她因为他与阿比发生性关系而拒绝了他。当威廉与阿比结束关系，阿比警告杰米和朱莉如果他们想获得成功就必须离开圣塔芭芭拉。
之后，阿比带杰米去摇滚俱乐部。在哪里，杰米喝醉并吻了一个女孩。与此同时，多萝西亚教威廉如何追求与女人的恋爱关系，而不是寻求一夜情。当阿比和杰米回来后，阿比向多萝西亚展示了其拍摄杰米的照片。多萝西亚意识到杰米在她身边永远不会感到舒服。
杰米对于女性性征越来越困惑，而阿比借了一本关于两性不平等的书给他。当杰米读给多萝西亚书中的内容后，她叫阿比不要再教他女权运动。阿比和多萝西亚的紧张程度在租客晚餐中到了头，在那里她说經痛让其感到痛苦。她因为租客的不适而开始感到生气，并让在座的每个男生讲出「月经」这个字。这使朱莉叙述了她第一次的性遭遇，但这让杰米感到十分伤心。杰米告诉她不再想跟她共度夜晚。
朱莉为此感到受伤，但依旧说服了杰米与其在加州的海岸线来一场公路旅行。杰米告诉朱莉他爱她，但朱莉说她太介意发生太多次性行为。在一场随之而来斗争中，朱莉控告他只有跟她发生性行为是才对她好，而杰米之后离开了。当多萝西亚、阿比和威廉到处寻找他时，他已经回到家。杰米向多萝西亚承认当她对阿比和朱莉寻求帮助时感到受伤，因为这让她看起来像无法照顾他。多萝西亚最终告诉了杰米她与杰米父亲的关系。
这部电影到了尾声时，使用了画外音来讲解了主角们之后的生活。朱莉搬去了纽约并就读大学，之后便与杰米和多萝西亚失去了联系。她在那里和同学坠入爱河并搬去巴黎，但他们并不打算要孩子。阿比依旧住在圣巴巴拉，结婚并在其车库开始了自己的摄影工作室。她的摄影作品被当地画廊展出。与医生的建议相反，她生育了两个男孩。威廉与多萝西亚住在一起，但在之后的一年他搬去亞利桑那，并在那里开了一家陶器店并两度結褵。多萝西亚认识了一位男士并与其共住，直到1999年因为长期吸烟罹患癌症而逝去。在多萝西亚逝去的几年后，杰米结婚并拥有一子。他始终无法告诉他的儿子关于多萝西亚的事情。

## 演员
- 安妮特·班寧 饰演 多萝西亚·菲尔兹
- 葛莉塔·潔薇 饰演 阿比蓋爾·「阿比」·波特
- 艾兒·芬妮 饰演 朱莉·哈姆林
- 盧卡斯·傑德·祖曼 饰演 杰米·菲尔兹
- 比利·克鲁德普 饰演 威廉
- 阿丽亚·肖卡特（英语：Alia Shawkat） 饰演 翠西
- 达雷尔·布里特-吉布森（英语：Darrell Britt-Gibson） 饰演 朱利安
- 西娅·吉尔（英语：Thea Gill） 饰演 阿比母亲
- 劳拉·威金斯（英语：Laura Wiggins） 饰演 丽奈特·温特斯
- 娜塔莉·洛夫 饰演 辛迪
- 瓦利德·祖埃特（英语：Waleed Zuaiter） 饰演 查理
- 艾莉森·埃利奧特（英语：Alison Elliott） 饰演 朱莉母亲
- 菲恩·罗伯茨 饰演 蒂姆
- 柯克·伯维尔（英语：Kirk Bovill） 饰演 多萝西亚晚餐客人

## 制作

### 背景
米斯的母亲和姐姐是创作多萝西亚和阿比的灵感来源，并说道：「我感觉是被我母亲和姐姐抚养成人的，所以我经常在朋克场景中的女人又或者在我世界中的女人感到吸引。我经常在她们身上学习到如何弄清楚作为一个白人直男。因此我想做一部关于这些的电影。」当以自己的经历来创作杰米时，米斯以他其中一个朋友的经历来创作朱莉。米斯将这部电影称为一封「情书」给那些抚养他成人的女人。虽然这部电影是一部自传，但米斯依旧认为其是虚构的，并解释道：「电影中所有的角色，多于我来说是真实的。当然，我讲这些真人电影化了，而你永远不会让他们正确或者展示他们所有的特点，但是她真的与母亲很相像。」当完成剧本后，因为Annapurna Pictures对于米斯上一部电影《新手人生》有好感之后，米斯将电影给该制片商并因此签下了制片权。

### 选角
2015年1月，麥克·米爾斯宣布将会担任电影的导演和编剧，制片商Annapurna Pictures和Archer Gray旗下的安妮·凱瑞、梅根·艾利森和尤瑞·亨利将会制作这部电影。2015年5月，安妮特·班寧、艾兒·芬妮和葛莉塔·潔薇饰演电影中的角色，班寧饰演单亲妈妈、潔薇饰演一位年轻但久經世故的摄影师，而芬妮饰演单亲妈妈青少年儿子的煽动性朋友。2015年8月3日，比利·克鲁德普饰演一名配角。
为了准备这部电影的角色，班寧观看一些电影来了解米斯母亲的喜恶。班宁和潔薇还和米斯母亲有一场广泛的谈话。潔薇为了准备这个角色，她出席摄影课程来学习如何用照相机、聽专辑、阅读书籍和观看电影，并跟这个角色为参考的米斯姐姐有一场谈话。班宁阅读了M·斯科特·佩克的《少有人走的路》作准备。

### 拍摄
2015年9月8日，这部电影开始拍摄于南加利福尼亞州。其于2015年10月27日杀青。这部电影共拍摄超过35天，其主要在洛杉矶取景，并在聖塔芭芭拉拍摄外景。

## 音乐
羅傑·尼爾全权负责创作电影的配乐。

## 发行
2016年6月，A24获得了电影的美国发行权。这部电影于2016年10月8日在纽约影展的「中心电影」作为全球首映。其还于2016年11月16日在AFI Fest播映。2016年12月25日，这部电影打算作为有限上映，但是于12月28日被驳回。

## 专业评价
《二十世纪的她们》获得了普遍好评。根据烂番茄上收集的的161篇评论文章，「新鲜度」达89%，平均得分7.8（最高10分）。网站的其中一位评论家评论道：「《二十世纪的她们》提供了安妮特·班寧一个罕见的机会去让女主角发光发亮－并标志了编剧导演邁克·米斯另外有把握的一步。」而Metacritic上收集的40篇評論文章綜合得分83（最高100），被评为「普遍好评」。《综艺》的歐文·葛雷博曼对电影给出正面评价，写道：「这部电影最棒的事情是班宁饰演多蘿西亞·菲爾茲的演出表现，其饰演了非常特定种类而矛盾对立的自由精神。她离婚而自豪，拥有许多爱心和灵魂，但是过度片状。」